# Embrach Mustangs
Die Embrach Mustangs ist ein in Embrach im Kanton Zürich beheimateter Verein der Swiss Baseball and Softball Federation (SBSF). Der Verein wurde am 25. Februar 1988 offiziell als einer der ersten Baseballvereine der Schweiz gegründet. Er spielt seither in den obersten Schweizer Ligen, der NLA und der NLB. Grösster Erfolg des Teams war der Titel des Schweizer Vizemeisters im Jahr 2013. Gegründet wurde der Verein von Heinz Gretler.

## Titel und Erfolge
- Schweizer Vize-Meister Baseball 2013
- NLA Playoff Qualifikation 2012
- NLA Schweizermeisterschaft 3. Rang 2011

Die Titel der Juveniles (Junioren):
- Juveniles Schweizermeister (U12) 1996
- Schweizermeister Juniors (U18) 1996
- Cadets Schweizermeister (U15) 1996
- Schweizermeister Jugend (U18) 2010
- Schweizermeister Jugend (U18) 2010